# Lan Lan
Lan Lan, Pseudonym für Hu Lanlan, (* 1967 in Yantai Provinz Shandong) ist eine chinesische Schriftstellerin. Sie verfasste über neun Gedichtbände und gilt in China als eine der bedeutendsten Lyrikerinnen der Gegenwart. Außerdem veröffentlichte Lan Lan verschiedene Essaybände und Sammlungen von Kinder- und Jugendromanen. Ihre Texte wurden in über zehn Sprachen, unter anderem ins Französische, Russische, Englische und Deutsche übersetzt.
Unter dem Titel Canyon in the Body erschien im Jahr 2014 ihr erster Gedichtband als englische Übersetzung in den USA.
Zu ihren wichtigsten Publikationen gehören unter anderem Life with a Smile (1990), Inner Life (1997) und From Here, to Here (2008).
Für ihr literarisches Schaffen wurde sie im Jahr 2009 mit dem „Poetry & People“ Award, dem Yulong Poetry Prize, dem „Best Ten Poets in China“ Award und dem „Bing Xin Children’s Literature New Work“ Award ausgezeichnet.

## Leben
Geboren und aufgewachsen ist die Autorin in der Provinz Shandong, außer Reichweite der rauen Kulturrevolution zwischen 1966 und 1976. Ihre Familie lebte ein dörfliches Leben, ihre Schule befand sich in einem Kuhstall, die Tische bestanden aus sonnengetrocknetem Schlamm. Mit vierzehn Jahren wurden erstmals ihre Gedichte in der renommierten Literaturzeitschrift „Fragrant Grass“ veröffentlicht. Doch ihr Erfolg war nur von kurzer Dauer: Ihm folgten Jahre der schlechten Gesundheit, die Lan Lan davon abhielten, eine Universität zu besuchen. Obwohl sie die Lyrik als ihre Berufung nie aus dem Blick verlor, musste sie aufgrund der Umstände die unterschiedlichsten Berufe ausüben: So war sie unter anderem Kranfahrerin, arbeitete in einer Fabrik und wurde schließlich eine fachwissenschaftliche Schriftstellerin. Diese Erfahrungen tauchen in ihren Gedichten auf: Kleine Dörfer voll von Tagelöhnern bevölkern ihre klaren Verse.
Zwei andere Themen, die ihre Gedichte von Beginn an beeinflussten, sind die Liebe und die Natur. Oft nutzt sie eines der Themen als Metonymie für das andere.
In späteren Arbeiten entdeckt sie sowohl die Sinnlichkeit, Romantik und Weiblichkeit als auch das Thema der Arbeitergesellschaft. Wie durch eine städtische Brille blickt und schildert sie die Details der zurückgehenden natürlichen Welt.
Lan Lan ist Mitglied des Henan Literatur Instituts und war Stadtschreiberin an der Universität Peking. Sie lebt mit ihrem Ehemann und zwei Töchtern in Peking.

## Literarisches Werk
Canyon in the Body (2014, Übersetzung: Fiona Sze-Lorrain), ist der erste Gedichtband, der in den USA erschien. Dieses Buch ist eine ihrer charakteristischsten Arbeiten. In fünf Abschnitte unterteilt, zeigt die Gedichtsammlung auf unterschiedliche Weise die Gefühlsbetontheit, die Knappheit und das Feingefühl der Autorin. In der Presse wurde das Buch als „eine Sammlung wunderschöner, leichter Gedichte“ (Alluringly Short) und als „ein Buch voll leichter, schwereloser Verse, unter deren Oberfläche die Ernsthaftigkeit tiefliegender Geheimnisse ruht“ (World Literature Today) bezeichnet. Die Los Angeles Book Review schreibt: „Nicht nur das kleinbäuerliche Leben macht Lan Lans Gedichte so verlockend. Auch ihre Unerreichbarkeit und Unbestimmtheit begeistern.“ (The Los Angeles Review)
Nails (2014) ist ein kleiner Gedichtband der in den internationalen Poesienächten in Hongkong 2013 entstand. Er erschien bisher auf Chinesisch und Englisch und ist auch als Sammlung zusammen mit kleinen Bänden anderer Poeten erhältlich.

## Bibliographie
| englischsprachige Originalausgabe                                                                                                |
| --- |
| 1990: Life with a smile, Lan Lan, Baihua Literature and Art Publishing House / nicht in deutschsprachiger Übersetzung erschienen |
| 1993: Songs of Romance, Lan Lan, Guangxi Publishing House / nicht in deutschsprachiger Übersetzung erschienen                    |
| 1997: Inner Life, Lan Lan, Anhui literature and Art Publishing House / nicht in deutschsprachiger Übersetzung erschienen         |
| 2003: Sleep, Sleep, Lan Lan, Hebei Education Publishing House / nicht in deutschsprachiger Übersetzung erschienen                |
| 2008: From Here, to Here, Lan Lan, Henan literature and Art Publishing House / nicht in deutschsprachiger Übersetzung erschienen |
| 2014: Canyon in the Body, Lan Lan, Zephyr Press (Brookline, Massachusetts) / nicht in deutschsprachiger Übersetzung erschienen   |

## Nominierungen und Auszeichnungen
| Datum | Nominierung / Auszeichnung                               |
| ----- | -------------------------------------------------------- |
| 1996  | Liu Li’an Poetry Prize                                   |
| 2005  | eine von “China’s New Century Top Ten Young Women Poets” |
| 2009  | "Poetry & People" Award                                  |
| 2009  | Yulong Poetry Prize                                      |
| 2009  | Best Ten Poets in China Award                            |
| 2009  | Bing Xin Children’s Literature New Work Award            |